# Campiglossa hyalina
Campiglossa hyalina este o specie de muște din genul Campiglossa, familia Tephritidae. A fost descrisă pentru prima dată de Foote în anul 1979. Conform Catalogue of Life specia Campiglossa hyalina nu are subspecii cunoscute.